# アウグスト・ストラダル
アウグスト・ストラダル（August Stradal, 1860年5月17日 - 1930年3月13日）は、チェコ出身のピアニスト、音楽教師、作曲家、編曲家。アウグスト・ストラーダルなどとも表記される。

## 生涯
ボヘミア、ズデーテン地方のテプリツェで生まれる。弁護士で市会議員でもあった父親のフランツ・ヨゼフ (Franz Josef) はエドゥアルト・ハンスリックと親交を持っていた。ライトメリッツのギムナジウム、ウィーンのテレジアヌムで学んだストラダルは、1878年から1882年までウィーン大学で法学、哲学と史学を学びアントン・ブルックナーやハンスリックの授業を聴講する一方で、個人的に（あるいは、記録にはない (nicht belegt) もののウィーン楽友協会音楽院で）作曲をアントン・ブルックナーに、その他グスタフ・ノッテボーム、テオドル・レシェティツキ、アントン・ドーアに師事した。1884年からはフランツ・リストの弟子となり、1886年にリストが死去するまで助手として各地に同行した。この時期に、ブルックナーの交響曲のピアノ独奏編曲も行っている。

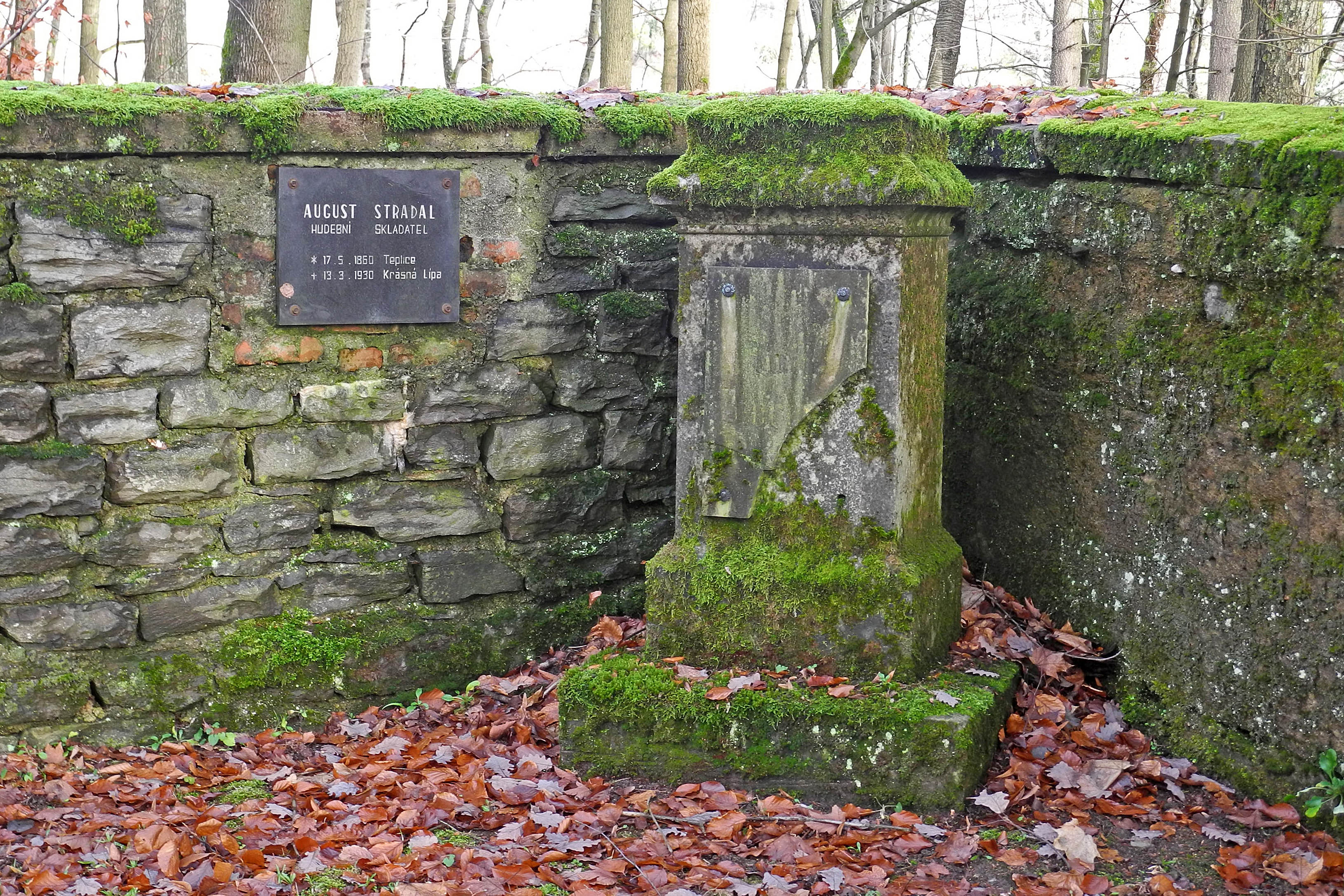
アウグスト・ストラダルの墓（クラースナー・リーパ）

1888年にウィーン生まれの歌手ヒルデガルト・ツヴァイゲルトと結婚。テプリツェに戻り音楽教師として活動したのちに、ストラダルは1893年から1895年にかけてウィーンのホラークピアノ学校（Horakschen Klavierschulen）でピアノを教え、その後バイエルン王国のプリーン・アム・キームゼーに居を構え、ヨーロッパ各地でピアニストとして活動した。1919年からは北ボヘミアのクラースナー・リーパで音楽教師の職に就き、1927年にプラハで最後の演奏会を行い、1930年にクラースナー・リーパで死去した。晩年の1928年には "Czechoslovak State Music Award" を受け、また1929年にリストに関する回想録 "Erinnerungen an Franz Liszt" を著している。死後の1934年、妻のヒルデガルトは夫の伝記 "August Stradals Lebensbild" を出版している。

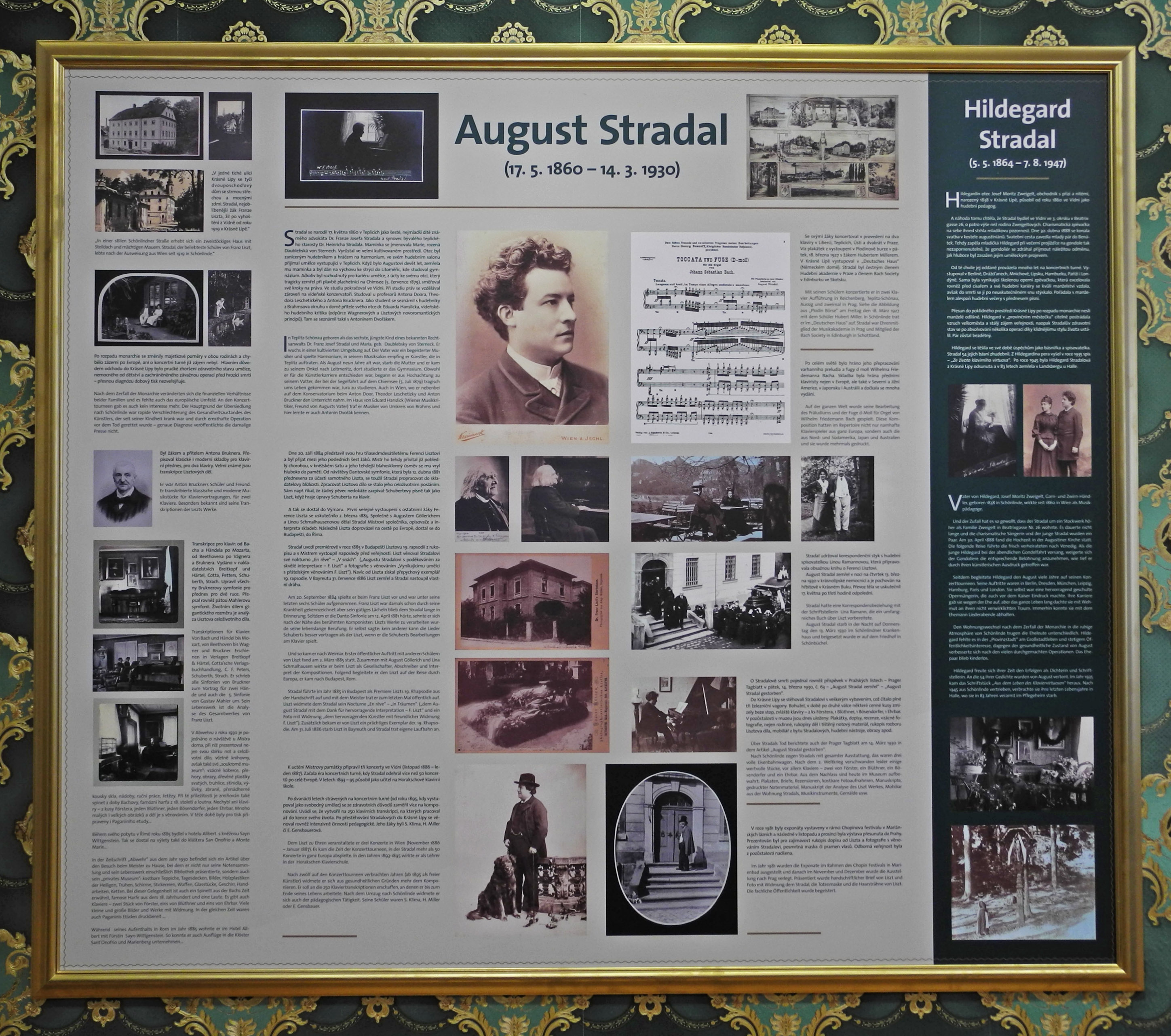
アウグスト・ストラダルの解説板（ルンブルク市博物館）

ストラダルは、ピアニストや教師として活動する一方で、ピアノのために多くの編曲を残した。その対象は、自らが学んだブルックナーやリスト、またリストの弟子時代にロ短調ミサを聴いて感銘を受け、100曲以上を編曲したヨハン・ゼバスティアン・バッハをはじめ、ディートリヒ・ブクステフーデ、ヴォルフガング・アマデウス・モーツァルト、ルートヴィヒ・ヴァン・ベートーヴェン、ヨハネス・ブラームス、リヒャルト・ワーグナー、マックス・レーガー、グスタフ・マーラーなど広範で、未出版のものも多い。バッハのブランデンブルク協奏曲の編曲を校訂した田中博幸は、ストラダルによる編曲の特徴を「常にオクターヴで増強されたバスと、可能な限り多くの音を使った荘重な響き」としている。原曲の構造を最大限に再現したストラダルの編曲は総じて演奏至難で、アルフレッド・コルトーやエミール・フォン・ザウアーは「ピアノによる総譜」(Klavierpartituren) と呼んだ。

## 主な編曲作品
ほぼ全てがピアノ独奏用編曲である。
- ヨハン・ゼバスティアン・バッハ：ブランデンブルク協奏曲、管弦楽組曲（第1番-第3番）、半音階的幻想曲とフーガ、多数のオルガン作品――パッサカリアとフーガ、幻想曲とフーガ BWV542、前奏曲とフーガ BWV548、トッカータとフーガ「ドリア調」、トッカータとフーガ ニ短調、シュープラー・コラール集、オルガン小曲集（英語版）、トリオソナタ（3曲）、オルガン協奏曲（4曲）、等
- アントン・ブルックナー：弦楽五重奏曲、交響曲第0番(四手)、第1番、第2番、第5番、第6番、第7番、第8番
- フランツ・リスト：交響詩（全13曲）、ファウスト交響曲、ダンテ交響曲、ミサ・ソレムニス
- リヒャルト・ワーグナー：楽劇からの抜粋、ヴェーゼンドンク歌曲集
- ユリウス・ロイプケ：オルガンソナタ「詩篇94番」
- マックス・レーガー：B-A-C-Hによる幻想曲とフーガ Op.46
- ルートヴィヒ・ヴァン・ベートーヴェン：弦楽四重奏曲第14番
- ヴォルフガング・アマデウス・モーツァルト：交響曲第40番